# Naoya Saeki
Naoya Saeki (佐伯 直哉?, Saeki Naoya; Tokyo, 18 dicembre 1977) è un ex calciatore giapponese, di ruolo centrocampista.